# Isla Aldea (Antártida)
La isla Aldea es la isla central de las tres islas Bugge, frente a la barrera de hielo Wordie, costa Fallières, península Antártica. Fue bautizada por la Primera Expedición Antártica Chilena, 1947, en honor al sargento Juan de Dios Aldea, uno de los héroes chilenos del combate naval de Iquique, 1879.

## Reclamaciones territoriales
Argentina incluye a la isla en el departamento Antártida Argentina dentro de la provincia de Tierra del Fuego, Antártida e Islas del Atlántico Sur; para Chile forma parte de la comuna Antártica de la provincia Antártica Chilena dentro de la Región de Magallanes y de la Antártica Chilena; y para el Reino Unido integra el Territorio Antártico Británico. Las tres reclamaciones están sujetas a las disposiciones del Tratado Antártico.
Nomenclatura de los países reclamantes:
- Argentina: ?
- Chile: isla Aldea
- Reino Unido: Aldea Island